# FTSE Namibia Overall
Le FTSE Namibia Overall est un indice boursier de la Bourse de Namibie, composé des 23 principales capitalisations boursières du pays.

## Composition
Au 3 août 2011, l'indice  se composait des titres suivants:
| Symbole | Société                          | Secteur                   |
| ------- | -------------------------------- | ------------------------- |
| AFX SJ  | African Oxygen                   | Matériaux                 |
| AGL SJ  | Anglo American                   | Matériaux                 |
| BAW SJ  | Barloworld                       | Industrie                 |
| BVN NW  | Bidvest Namibia                  | Industrie                 |
| FSR SJ  | FirstRand                        | Finance                   |
| FNB NW  | FNB Namibia Holdings             | Finance                   |
| INL SJ  | Investec                         | Finance                   |
| MMI SJ  | MMI Holdings                     | Finance                   |
| NBS NW  | Namibia Breweries                | Consommation non cyclique |
| NAM NW  | Namibian Asset Management        | Finance                   |
| NED SJ  | Nedbank Group                    | Finance                   |
| NCS SJ  | Nictus                           | Finance                   |
| OCE SJ  | Oceana Group                     | Consommation non cyclique |
| OML SJ  | Old Mutual                       | Finance                   |
| ORY NW  | Oryx Properties                  | Finance                   |
| PDN AU  | Paladin Energy                   | Énergie                   |
| SLM SJ  | Sanlam                           | Finance                   |
| SNT SJ  | Santam                           | Finance                   |
| SHP SJ  | Shoprite Holdings                | Consommation non cyclique |
| SBK SJ  | Standard Bank Group South Africa | Finance                   |
| TSX SJ  | Trans Hex Group                  | Matériaux                 |
| TTO SJ  | Trustco Group Holdings           | Finance                   |
| TRU SJ  | Truworths International          | Consommation cyclique     |